# Solfara Gibbesi
La solfara Gibbesi o miniera Gibbesi è stata una miniera di zolfo, sita in provincia di Agrigento nelle vicinanze di Naro in località Gibbesi.
La solfatara, di proprietà del Barone Milazzo e già attiva nel 1839 risulta oggi abbandonata.